# Ronde van Italië 2013/Zesde etappe
De zesde etappe van de Ronde van Italië 2013 werd op 9 mei gereden. Het ging om een vlakke rit over 169 kilometer van Mola di Bari naar Margherita di Savoia. In de eindsprint was het de Brit Mark Cavendish die de beste benen had en zo zijn tweede overwinning wist te pakken. De Italiaanse rozetruidrager Luca Paolini behield de leiding in het algemeen klassement.

## Verloop
De vlakke zesde etappe kende een ontsnapping met twee Australiërs. De voor Blanco Pro Cycling rijdende Jack Bobridge en de voor Cannondale Pro Cycling Team uitkomende Cameron Wurf kregen samen een maximale voorsprong van zes minuten en vijfentwintig seconden. Ruim voor de eindstreep werden de twee echter weer bijgehaald en maakte het peloton zich op voor de rondjes in Margherita di Savoia. In de smalle wegen met aan de zijkanten reclameborden ging het halverwege het peloton fout. Er ontstond een valpartij waarbij meer dan de helft van het peloton betrokken was. De Britse topfavoriet Bradley Wiggins zat vanwege pech achter het ongeluk en kwam zo op een flinke achterstand op het peloton. Het peloton werd echter door ploeggenoten van Wiggins stilgelegd waardoor ook de achtergebleven renners weer terug konden komen. Toen het peloton eenmaal weer compleet was maakte de sprinters zich op voor de eindsprint. De Brit Mark Cavendish werd door zijn Belgische knecht, de Belg Gert Steegmans, goed afgezet en kon onbedreigd naar de overwinning sprinten. Hij werd gevolgd door de Italiaan Elia Viviani en de Australiër Matthew Goss, die respectievelijk tweede en derde werden.
In het algemeen klassement is het nog altijd de Luca Paolini die aan de leiding gaat. Hij verloor geen tijd in de vlakke etappe. Hij wordt nog altijd op zeventien seconden gevolgd door de Colombiaan Rigoberto Urán. Op de derde plaats staat ook nog de Spanjaard Beñat Intxausti. De beste Nederlander, Robert Gesink, verloor evenmin tijd en blijft op de twaalfde plaats met een achterstand van 45 seconden. De beste Belg verloor geen tijd maar wel twee plaatsen. Francis De Greef staat met drie minuten en drie seconden achterstand op de 43e plaats.
De Italiaan Luca Paolini moest in de zesde etappe wel de leiding in het puntenklassement afgeven aan de Brit Mark Cavendish. Door het ontbreken van beklimmingen in de zesde etappe is de stand in het bergklassement niet veranderd. De Italiaan Giovanni Visconti gaat hier nog altijd aan de leiding. Ook in het jongerenklassement en het ploegenklassement vonden geen veranderingen plaats. In het jongerenklassement leidt de Italiaan Fabio Aru en de Russische Katjoesja ploeg is de aanvoerder van het ploegenklassement.

## Uitslag
| Mola di Bari - Margherita di Savoia (169 km) |                   |                             |          |
| Plaats                                       | Naam              | Ploeg                       | Tijd     |
| Winnaar                                      | Mark Cavendish    | Omega Pharma-Quickstep      | 3u56'03" |
| 2                                            | Elia Viviani      | Cannondale Pro Cycling Team | z.t.     |
| 3                                            | Matthew Goss      | Orica-GreenEdge             | z.t.     |
| 4                                            | Nacer Bouhanni    | FDJ                         | z.t.     |
| 5                                            | Mattia Gavazzi    | Androni Giocattoli          | z.t.     |
| 6                                            | Manuel Belletti   | AG2R-La Mondiale            | z.t.     |
| 7                                            | Davide Appollonio | AG2R-La Mondiale            | z.t.     |
| 8                                            | Giacomo Nizzolo   | RadioShack-Leopard          | z.t.     |
| 9                                            | Matti Breschel    | Team Saxo-Tinkoff           | z.t.     |
| 10                                           | Roberto Ferrari   | Lampre-Merida               | z.t.     |
|                                              |                   |                             |          |
| 12                                           | Kenny Dehaes      | Lotto-Belisol               | z.t.     |
| 25                                           | Koen de Kort      | Argos-Shimano               | z.t.     |

## Klassementen
| Algemeen klassement |                    |                           |           |
| Plaats              | Naam               | Ploeg                     | Tijd      |
| Roze trui           | Luca Paolini       | Team Katjoesja            | 23u52'42" |
| 2                   | Rigoberto Urán     | Sky ProCycling            | + 17"     |
| 3                   | Beñat Intxausti    | Team Movistar             | + 26"     |
| 4                   | Vincenzo Nibali    | Astana Pro Team           | + 31"     |
| 5                   | Ryder Hesjedal     | Team Garmin-Sharp         | + 34"     |
| 6                   | Bradley Wiggins    | Sky ProCycling            | z.t.      |
| 7                   | Giampaolo Caruso   | Team Katjoesja            | + 36"     |
| 8                   | Sergio Henao       | Sky ProCycling            | + 37"     |
| 9                   | Mauro Santambrogio | Vini Fantini-Selle Italia | + 39"     |
| 10                  | Cadel Evans        | BMC Racing Team           | + 42"     |
|                     |                    |                           |           |
| 12                  | Robert Gesink      | Blanco Pro Cycling        | + 45"     |
| 43                  | Francis De Greef   | Lotto-Belisol             | + 3'03"   |

| Puntenklassement |                |                             |        |
| Plaats           | Naam           | Ploeg                       | Punten |
| Rode trui        | Mark Cavendish | Omega Pharma-Quickstep      | 58     |
| 2                | Elia Viviani   | Cannondale Pro Cycling Team | 52     |
| 3                | Luca Paolini   | Team Katjoesja              | 35     |
|                  |                |                             |        |
| 32               | Bert De Backer | Argos-Shimano               | 11     |
| 39               | Pieter Weening | Orica-GreenEdge             | 9      |

| Bergklassment |                   |                           |        |
| Plaats        | Naam              | Ploeg                     | Punten |
| Blauwe trui   | Giovanni Visconti | Team Movistar             | 14     |
| 2             | Stefano Pirazzi   | Bardiani Valvole-CSF Inox | 11     |
| 3             | Robinson Chalapud | Colombia                  | 9      |
|               |                   |                           |        |
| 4             | Willem Wauters    | Vacansoleil-DCM           | 9      |
| 17            | Brian Bulgaç      | Lotto-Belisol             | 2      |

| Jongerenklassement |                 |                    |           |
| Plaats             | Naam            | Ploeg              | Tijd      |
| Witte trui         | Fabio Aru       | Astana Pro Team    | 23u53'57" |
| 2                  | Rafał Majka     | Team Saxo-Tinkoff  | + 19"     |
| 3                  | Carlos Betancur | AG2R-La Mondiale   | + 26"     |
|                    |                 |                    |           |
| 4                  | Wilco Kelderman | Blanco Pro Cycling | + 1'06"   |
| 13                 | Jens Keukeleire | Orica-GreenEdge    | + 13'24"  |

| Ploegenklassement |                 |           |
| Plaats            | Ploeg           | Tijd      |
|                   | Team Katjoesja  | 70u55'00" |
| 2                 | Sky ProCycling  | + 24"     |
| 3                 | Astana Pro Team | + 45"     |

## Uitvallers
- De Chinees Ji Cheng (Argos-Shimano) is niet gestart vanwege ziekte.[1]

1e etappe ·
2e etappe ·
3e etappe ·
4e etappe ·
5e etappe ·
6e etappe ·
7e etappe ·
8e etappe ·
9e etappe ·
10e etappe ·
11e etappe ·
12e etappe ·
13e etappe ·
14e etappe ·
15e etappe ·
16e etappe ·
17e etappe ·
18e etappe ·
19e etappe ·
20e etappe ·
21e etappe
Startlijst · Eindstanden · Afbeeldingen